# NGC 863
Mrk 590 은 NGC 목록의 은하로, NGC 885와, NGC 866의 중복 기록이다. 메시에 목록에서도 중복 기록을 찾아 볼 수 있는데, 그것은 M102이다. 그리고, NGC 863 앞에는 다른 은하가 있는데, 그 은하의 이름은 LEDA 3108916이다. 그리고, 이 은하의 밝기는 약 +13.1등급이다.